# Shakra
Shakra – szwajcarski zespół grający muzykę hard rock założony pod koniec lat 90.

## Historia
Pierwsza płyta zespołu Shakra (1997) i druga Moving Force (1999) oraz trasy Great White i Uriah Heep to były początki kariery zespołu. Dopiero wraz z wydaniem trzeciej płyty Power Ride (2001) nastąpił przełom. Wtedy też z powodów zdrowotnych wokalista Pete Wiedmer, musiał opuścić zespół. Został zastąpiony przez Marka Foxa. Mark natychmiast planował następny album Rising (2003), co było dla zespołu łatwe wejście na drabiny kariery, niż kiedykolwiek. Płyta zawojowała szwajcarskie i niemieckie listy przebojów. Wtedy zespół zagrał kilka koncertów i festiwali, jednym z nich był prestiżowy Bang Your Head. Na jednym ze szwajcarskich festiwali Spirit of Rock wspierali zespół Iron Maiden. Krótko po wydaniu płyty Everest w 2009 roku, Mark Fox został zastąpiony przez Johna Prakesha na wokalu. Wraz z Johnem zespół wydał w lutym 2011 roku album Back on Track i w styczniu 2013 "Powerplay". W kwietniu 2014 John Prakesh opuścił zespół, by poświęcić się własnemu zespołowi Prakesh. W 2015 roku na stanowisko wokalisty powrócił Mark Fox.

## Dyskografia
- 1998 Shakra
- 1999 Moving Force
- 2000 The Live Side (live)
- 2001 Power Ride
- 2003 Rising
- 2004 My Life My World (live, DVD, CD)
- 2005 Fall
- 2007 Infected
- 2009 Everest
- 2011 Back on Track
- 2013 Powerplay
- 2014 33 (The Best Of Shakra) (kompilacja)
- 2016 High Noon
- 2017 Life Tales - The Ballads (kompilacja)
- 2017 Snakes & Ladders
- 2020 Mad World

## Obecny skład zespołu
- Mark Fox – wokal
- Thom Blunier – gitara prowadząca
- Thomas Muster – gitara rytmiczna
- Dominik Pfister – gitara basowa
- Roger Tanner – perkusja

## Byli członkowie
- Pete Wiedmer – wokal
- Roger Badertscher – gitara basowa
- Oli Lindner – gitara basowa
- John Prakesh – wokal